# Tolkien Reading Day
El Tolkien Reading Day (Dia de la lectura de Tolkien, en català) és un esdeveniment anual iniciat per la The Tolkien Society el 2003, que se celebra cada 25 de març. El seu principal objectiu és encoratjar la lectura de les obres de J. R. R. Tolkien, així com l'ús de les obres de Tolkien en l'educació i els grups literaris. La data del 25 de març es va escollir per honorar la caiguda de Sàuron a El Senyor dels Anells.
El dia va ser suggerit, en un primer moment, per Sean Kirst, un columnista del The Post-Standard de Syracuse (Nova York). Kirst ha organitzat el Tolkien Reading Day cada any des del 2008.